# White Diamond
White Diamond: A Personal Portrait of Kylie Minogue er en dokumentarfilm fra 2007 instrueret af William Baker og om livet af den australske sangerinde Kylie Minogue under hendes koncertturne Showgirl: The Homecoming Tour. Det blev filmet mellem august 2006 og marts 2007 i både Australien og Storbritannien.

## Hovedroller
- Kylie Minogue – selv
- William Baker – instruktør, fotograf
- Dannii Minogue – Kylies søster, dukkede op i filmen for duetten "Kids"
- Bono – U2-vokalist, dukkede op i filmen for duetten "Kids"
- Olivier Martinez – Kylies tidligere kæreste

## Musik
| Sang                               | Sangere                       | Sangskrivere                                                                             |
| ---------------------------------- | ----------------------------- | ---------------------------------------------------------------------------------------- |
| "White Diamond" (Film version)     | Kylie Minogue                 | Kylie Minogue, Babydaddy, Jake Shears                                                    |
| "Jump"                             | Kylie Minogue                 | Kylie Minogue, Rob Dougan                                                                |
| "Finer Feelings"                   | Kylie Minogue                 | Mike Stock, Pete Waterman                                                                |
| "Sometime Samurai"                 | Towa Tei, Kylie Minogue       | Towa Tei, Kylie Minogue                                                                  |
| "Tears"                            | Kylie Minogue                 | Kylie Minogue, David Ball, Ingo Vauk. Tekster: Kylie Minogue                             |
| "I Believe in You"                 | Kylie Minogue                 | Kylie Minogue, Babydaddy and Jake Shears                                                 |
| "Burning Up"                       | Kylie Minogue                 | Greg Fitzgerald, Tom Nicholls                                                            |
| "Vogue"                            | Kylie Minogue                 | Madonna Ciccone and Shep Pettibone                                                       |
| "Being Boring"                     | Pet Shop Boys                 | Neil Tennant, Chris Lowe                                                                 |
| "Rent"                             | Liza Minnelli                 | Neil Tennant, Chris Lowe                                                                 |
| "Lovesong"                         | The Cure                      | Robert Smith, Simon Gallup, Porl Thompson, Boris Williams, Lol Tolhurst, Roger O'Donnell |
| "Made in Heaven" (Film version)    | Kylie Minogue                 | Mike Stock, Matt Aitken, Pete Waterman                                                   |
| "Kids"                             | Kylie Minogue, Bono           | Robbie Williams, Guy Chambers                                                            |
| "Losing My Mind"                   | Liza Minnelli                 | Stephen Sondheim                                                                         |
| "Try Your Wings"                   | Kylie Minogue                 | Michael Barr, Dion McGregor                                                              |
| "Je t'aime... moi non plus"        | Kylie Minogue                 | Serge Gainsbourg                                                                         |
| "Dreams"                           | Kylie Minogue                 | Kylie Minogue, Steve Anderson, David Seaman. Tekster: Kylie Minogue                      |
| "Can't Get You Out of My Head"     | Kylie Minogue, José González  | Cathy Dennis, Rob Davis                                                                  |
| "You Are There"                    | Kylie Minogue, Steve Anderson | Dave Frishberg, Johnny Mandel                                                            |
| "Somewhere Over the Rainbow"       | Kylie Minogue                 | Harold Arlen, E.Y. Harburg                                                               |
| "Come into My World"               | Kylie Minogue                 | Cathy Dennis, Rob Davis                                                                  |
| "Alone Again"                      | Kylie Minogue                 | Madonna Ciccone, Rick Nowels                                                             |
| "Light Years"                      | Kylie Minogue                 | Kylie Minogue, Julian Gallagher, Richard Stannard                                        |
| "Turn It into Love"                | Kylie Minogue                 | Mike Stock, Matt Aitken, Pete Waterman                                                   |
| "Diamonds Are a Girl's Best Frien" | Kylie Minogue                 | Leo Robin, Jule Styne                                                                    |

## DVD-udgivelse
Filmen blev udgivet på DVD den 10. december 2007 i Storbritannien med koncerten Showgirl: The Homecoming Tour filmet i Minogues hjemby Melbourne, Australien den 11. december 2006. DVD'en indeholdt også ekstramateriale med Kylie og Dannii udførelse "Kids" i Melbourne og fem ekstrasange filmet i London den 6. maj 2005 under den oprindelige koncertturne Showgirl: The Greatest Hits Tour.

## Sporliste
Act 1: Homecoming
1. "Overture"
2. "Better the Devil You Know"
3. "In Your Eyes"
4. "White Diamond"

Act 2: Everything Taboo
1. "On a Night Like This"
2. "Shocked" / "What Do I Have to Do"
3. "Spinning Around"

Act 3: Samsara
1. "Confide in Me"
2. "Cowboy Style" / "Finer Feelings"
3. "Too Far"

Act 4: Athletica
1. "Butterfly" (Remix Interlude)
2. "Red Blooded Woman" / "Where the Wild Roses Grow"
3. "Slow"
4. "Kids"

Act 5: Dreams
1. "Over the Rainbow"
2. "Come into My World"
3. "Chocolate"
4. "I Believe in You"
5. "Dreams"

Act 6: Pop Paradiso
1. "Burning Up" / "Vogue"
2. "The Loco-Motion"
3. "I Should Be So Lucky"
4. "Hand on Your Heart"

Act 7: Dance of the Cybermen
1. "Can't Get You Out of My Head"
2. "Light Years" / "Turn It into Love"

Encore
1. "Especially for You"
2. "Love at First Sight"

Ekstranummer
- "Kids"
- "In Denial"
- "Je Ne Sais Pas Pourquoi"
- "Confide in Me"
- "Please Stay"
- "Your Disco Needs You"